# パステルティーン
『パステルティーン』は、かつて笠倉出版社から発行されていた雑誌である。

## 概要
主に中学高校生を対象とした誌面構成で読者からの体験談や相談コーナー等があった。近代映画社のエルティーンスペシャルと双璧をなす存在であった。部数低迷により2000年代の初頭に休刊に至る。

## 掲載作家
- 天野なすの
- 咲夜しおん
- 葉月かなえ
- 夏波幸世
- ママージ
- むかいあぐる